# Ołeksandr Jeżakow
Ołeksandr Ołeksandrowycz Jeżakow, ukr. Олександр Олександрович Єжаков, ros. Александр Александрович Ежаков, Aleksandr Aleksandrowicz Jeżakow (ur. 10 września 1952 w obwodzie czerkaskim, Ukraińska SRR) – ukraiński piłkarz, grający na pozycji obrońcy, trener piłkarski.

## Kariera piłkarska
Rozpoczął karierę piłkarską w Bilszowyk Kijów, skąd został zaproszony do Sudnobudiwnyka Mikołajów. Potem został powołany do służby wojskowej w jednostce w Kazachstanie. Występował przez rok w drużynie  rezerw Kajratu Ałmaty, a następnie bronił barw klubów Orbita Kyzyłorda, Szachtior Karaganda, Gorniak Karażał i Dżezkazganiec Żezkazgan. W 1982 powrócił do Ukrainy, gdzie zasilił skład Maszynobudiwnyka Borodzianka. Ostatnie trzy lata swojej kariery spędził w klubie Dnipro Czerkasy.

## Kariera trenerska
Po zakończeniu kariery piłkarza rozpoczął pracę szkoleniowca. Najpierw trenował amatorski zespół z Czornobaju w obwodzie czerkaskim. Potem prowadził profesjonalny zespół Chimik Siewierodonieck. Po rozpadzie ZSRR wyjechał do Rosji, gdzie pracował z zespołami Torpedo Miass i Nosta Nowotroick. Następnie powrócił na Ukrainę, gdzie trenował zespół z miejscowości Hrebinka i różne reprezentacje obwodu połtawskiego. Również pracował w Szkole Piłkarskiej w Połtawie. Pomagał Pawłowi Jakowencę trenować amatorską reprezentację Ukrainy w piłce nożnej. W lutym 2010 roku został mianowany na stanowisko głównego trenera Bukowyny Czerniowce. Ale już w końcu marca 2010 podał się do dymisji z przyczyn rodzinnych. Potem trenował amatorskie zespoły w obwodzie kijowskim, m.in. Dinaz Wyszegród i Rubin Piskiwka.